# 에스엘에스바이오
에스엘에스바이오(SLS Bio Co., Ltd.)는 대한민국의 신약 개발 및 진단의학 플랫폼 기업이다.
본사는 경기도 수원시 영통구 창룡대로 260, 7층 (이의동 1283) 에 위치해 있으며 대표이사는 이영태이다.

## 역사
2007년 설립돼 2016년 코넥스 시장에 상장하였다. 2023년 상장 주관회사는 하나증권으로 코스닥 시장으로 이전상장하였다.

## 참고문헌
1. ↑  에스엘에스바이오, 10월 코스닥 이전상장… 회사의 경쟁력은?, 바이오타임즈, 2023년 9월 20일
2. ↑  ‘공모가 하단도 못 지켰다’ 에스엘에스바이오, 유일한 장점은 가격, 조선비즈, 2023년 10월 4일
3. ↑  에스엘에스바이오, 내달 코스닥 이전상장… "글로벌 사업 확장", 히트뉴스, 2023년 9월 21일